# Blombos
Blombos je vápencová jeskyně na útesu jižního pobřeží Jihoafrické republiky v distriktu Eden v provincii Západní Kapsko. Je známá svými 75 000 let starými archeologickými nálezy okru s vyrytým abstraktním uměním a korálky vytvořených z ulit mořského šneka Nassarius. Nalezeny byly též 80 000 let staré nástroje vyrobené z kostí. Nalezeny byly stopy lastur po sbírání mlžů a pravděpodobného rybaření před 140 000 lety.